# Marco Valerio Mesala Nigro
Marco Valerio Mesala Nigro o Níger  fue un senador de la República romana, miembro de la gens Valeria.

## Carrera política
Fue pretor en el año del consulado de Cicerón, en 63 a. C., y cónsul en 61 a. C., junto a Marco Pupio Pisón, el año en el que Clodio profanó los misterios de la Bona Dea y Pompeyo obtuvo los honores del triunfo por su victoria frente a los piratas cilicios, Tigranes el Grande de Armenia y Mitrídates VI del Ponto. Como cónsul en ejercicio tomó parte activamente en el juicio de Clodio. Nigro accedió al cargo de censor en 55 a. C. y también fue miembro del colegio de pontífices.
Como orador, fue más que respetable. En 80 a. C. se ocupó de recoger pruebas en el caso de Sexto Roscio.  En 62 a. C. solicitó a Cicerón que asumiera la defensa de su pariente Publio Cornelio Sila.  En 54 a. C. fue uno de los seis oradores a quien Marco Emilio Escauro utilizó en su juicio.